# Alfabeto havaiano
O alfabeto havaiano, chamado ka pī‘āpā Hawai‘i no idioma local, é uma variedade do alfabeto latino criada no século XIX e utilizada para escrever na língua havaiana.
Ele consiste de 12 letras e um símbolo, o que o torna um dos menores alfabetos do mundo (o alfabeto Rotokas tem uma letra a menos; a língua Pirahã, duas). Seu inventário consiste de consoantes /p/, /k/, /‘/ or /'/ (glottal stop) ou ‘okina), /m/, /n/, /w/ (às vezes representada como /v/), /l/, /h/, e as  vogais /a/, /e/, /i/, /o/, /u/.  O símbolo, chamado kahakō em Havaiano, é usado com vogais e marca o  comprimento de uma vogal. Ao contrário de crendices populares, ele não indica tonicidade, apesar de, sob as regras do Havaiano das ruas, uma sílaba com uma vogal longa sempre será tônica. Se curtas ou longas, a pronúncia das vogais não se altera.
O ‘okina é oficialmente escrito como uma quota abeta e singular ‘ com o valor Unicode &#x2018; que aparece seja como uma quota à esquerda ou com uma quota mais grossa no pé que no topo da palavra) ou alternativamente escrito como /ʻ/ com o valor Unicode &#x02bb; (que apesar de sempre ter a aparência correta, não é suportado em algumas fontes/browsers).
Para exemplos do uso de ‘okina considere a palavra "Hawaii", em sua própria forma aparecendo como Hawai‘i, ou "Oahu", que é O‘ahu. As palavras são pronunciadas na realidade (usando o alfabeto internacional de fonética): /ha.ˈvai.ʔi/ e /o.ˈʔa.hu/, com uma  parada glotal onde o ‘okina é escrito.
Há somente 162 possíveis sílabas em Havaiano. A maioria das línguas tem um repertório muito maior.